# Cody Drameh
Cody Callum Pierre Drameh (Dulwich, 8 dicembre 2001) è un calciatore inglese, difensore dell'Hull City.

## Carriera

### Club
Nato a Dulwich, dopo aver iniziato a giocare  a calcio nelle giovanili del Fulham, ha firmato per il Leeds Utd nell'agosto del 2020. Il 26 ottobre 2021 ha fatto il suo debutto professionistico partendo titolare in una sconfitta per 2-0 contro l'Arsenal nel quarto turno di English Football League Cup. Cinque giorni dopo ha fatto il suo debutto in Premier League nella vittoria per 2-1 contro il Norwich City come sostituto di Jamie Shackleton
Il 12 gennaio 2022 si è unito al Cardiff City in Championship in prestito per il resto della stagione 2021-22. Ha fatto il suo debutto con il Cardiff il 15 gennaio 2022 contro il Blackburn Rovers. È stato nominato miglior giovane e miglior giocatore dell'annata dal club gallese.
Il 29 gennaio 2023 si è unito al Luton Town per il resto della stagione 2022-23. Il 1 settembre 2023 si è unito al Birmingham City in prestito per una stagione.
Nell'estate del 2024 passa a titolo definitivo all'Hull City, in seconda divisione.

### Nazionale
Ha rappresentato l'Inghilterra Under-18 e Under-20. Drameh è convocabile anche dal Gambia tramite l'origine dei suoi genitori. Nell'ottobre 2020 ha ricevuto la prima convocazione dal Gambia.
Il 16 novembre 2021 ha fatto il suo debutto con l'Inghilterra Under-21 durante la sconfitta per 3-2 contro la Georgia a Batumi.

## Statistiche

### Presenze e reti nei club
Statistiche aggiornate al 22 ottobre 2023.
| Stagione         | Squadra          | Campionato       | Campionato | Campionato | Coppe nazionali | Coppe nazionali | Coppe nazionali | Coppe continentali | Coppe continentali | Coppe continentali | Altre coppe | Altre coppe | Altre coppe | Totale | Totale | Totale |
| Stagione         | Squadra          | Comp             | Pres       | Reti       | Comp            | Pres            | Reti            | Comp               | Pres               | Reti               | Comp        | Pres        | Reti        | Pres   | Reti   |        |
| ---------------- | ---------------- | ---------------- | ---------- | ---------- | --------------- | --------------- | --------------- | ------------------ | ------------------ | ------------------ | ----------- | ----------- | ----------- | ------ | ------ | ------ |
| 2021-gen. 2022   | Leeds Utd        | PL               | 3          | 0          | FACup+CdL       | 1+1             | 0               |                    | -                  | -                  |             | -           | -           | 5      | 0      |        |
| gen.-giu. 2022   | Cardiff City     | FLC              | 22         | 0          | FACup+CdL       | 0               | 0               |                    | -                  | -                  |             | -           | -           | 22     | 0      |        |
| 2022-gen. 2023   | Leeds Utd        | PL               | 1          | 0          | FACup+CdL       | 1+1             | 0               |                    | -                  | -                  |             | -           | -           | 3      | 0      |        |
| gen.-giu. 2023   | Luton Town       | FLC              | 19         | 0          | FACup+CdL       | 0               | 0               |                    | -                  | -                  |             | -           | -           | 19     | 0      |        |
| ago. 2023        | Leeds Utd        | FLC              | 1          | 0          | FACup+CdL       | 0+1             | 0               |                    | -                  | -                  |             | -           | -           | 2      | 0      |        |
| Totale Leeds Utd | Totale Leeds Utd | Totale Leeds Utd | 5          | 0          |                 | 5               | 0               |                    | -                  | -                  |             | -           | -           | 10     | 0      |        |
| 2023-2024        | Birmingham City  | FLC              | 8          | 0          | FACup+CdL       | 0               | 0               |                    | -                  | -                  |             | -           | -           | 8      | 0      |        |
| Totale carriera  | Totale carriera  | Totale carriera  | 54         | 0          |                 | 5               | 0               |                    | -                  | -                  |             | -           | -           | 59     | 0      |        |